# Igino Eugenio Cardinale
Igino Eugenio Cardinale (* 14. Oktober 1916 in Fondi, Provinz Latina, Italien; † 24. März 1983) war ein römisch-katholischer Erzbischof und Diplomat des Heiligen Stuhls.

## Leben
Igino Eugenio Cardinale empfing am 13. Juli 1941 das Sakrament der Priesterweihe.
Am 4. Oktober 1963 ernannte ihn Papst Paul VI. zum Titularerzbischof von Nepte und bestellte ihn zum Apostolischen Delegaten im Vereinigten Königreich. Paul VI. spendete ihm am 20. Oktober desselben Jahres die Bischofsweihe; Mitkonsekratoren waren der Sekretär der Kongregation für die Evangelisierung der Völker, Kurienerzbischof Pietro Sigismondi, und Kurienerzbischof Sergio Pignedoli.
Am 19. April 1969 ernannte ihn Paul VI. zum Apostolischen Nuntius in Belgien und am 9. Mai desselben Jahres zum Apostolischen Nuntius in Luxemburg. Cardinale wurde am 10. November 1970 zudem Apostolischer Nuntius bei der Europäischen Gemeinschaft.
Igino Eugenio Cardinale nahm an der zweiten und vierten Sitzungsperiode des Zweiten Vatikanischen Konzils teil.